# Liva Stormarked
Liva Stormarked er en supermarkedskæde med i alt 2 butikker i Kolding. Liva Stormarked blev grundlagt 13. oktober 1963 af Lissy og Vagner Bro Christensen som overtog købmandsforretningen Ansgargade 11 i Odense centrum. Leverancerne kommer fra Meny, som er ejet af Dagrofa.
Året 1968 blev i højeste grad skelsættende, idet der åbnede sig mulighed for at flytte til Kolding og starte et nyt supermarked på Palmeallé i Munkebo Centeret, hvor Lejerbo ville opføre et større boligområde. Supermarkedet fik navnet Liva Super, hvor LIVA er sammensat af de to første bogstaver i Lissys og Vagners fornavne.[kilde mangler]
I 2004 blev de kåret som Årets Supermarked af De Samvirkende Købmænd .